# Somonino (gromada)
Somonino (do 31 XII 1961 Goręczyno) – dawna gromada, czyli najmniejsza jednostka podziału terytorialnego Polskiej Rzeczypospolitej Ludowej w latach 1954–1972.
Gromady, z gromadzkimi radami narodowymi (GRN) jako organami władzy najniższego stopnia na wsi, funkcjonowały od reformy reorganizującej administrację wiejską przeprowadzonej jesienią 1954 do momentu ich zniesienia z dniem 1 stycznia 1973, tym samym wypierając organizację gminną w latach 1954–1972.
Gromadę Somonino z siedzibą GRN w Somoninie utworzono 1 stycznia 1962 w powiecie kartuskim w woj. gdańskim w związku z przeniesieniem siedziby gromady Goręczyno z Goręczyna do Somonina i przemianowaniem jednostki na Somonino.
Gromada przetrwała do końca 1972 roku, czyli do kolejnej reformy gminnej. 1 stycznia 1973 w powiecie kartuskim utworzono gminę Somonino.